# Arseny Logashov
Bản mẫu:Eastern Slavic name
Arseny Maksimovich Logashov (tiếng Nga: Арсений Максимович Логашов; sinh ngày 20 tháng 8 năm 1991) là một cầu thủ bóng đá người Nga thi đấu cho F.K. Baltika Kaliningrad.

## Sự nghiệp câu lạc bộ
Anh ra mắt chuyên nghiệp tại Russian First Division năm 2008 cho F.K. Sportakademklub Moskva.
Ngày 3 tháng 2 năm 2017, anh chuyển đến F.K. Tosno, ký một bản hợp đồng đến hết mùa giải 2016–17.
Vào ngày 11 tháng 6 năm 2017, anh ký bản hợp đồng 2 năm cùng với F.K. Baltika Kaliningrad.

## Sự nghiệp quốc tế
Anh ra mắt cho đội tuyển quốc gia vào ngày 15 tháng 8 năm 2012 trong trận giao hữu với Bờ Biển Ngà.

## Danh hiệu
U-19 Nga
- Granatkin Memorial - vô địch: 2009

Anzhi
- Cúp quốc gia Nga - á quân: 2012-13

Rostov
- Cúp quốc gia Nga - vô địch: 2013-14

Lokomotiv Moskva
- Cúp quốc gia Nga - vô địch: 2014–15